# أولاد سالم (صاكة)
أولاد سالم هي إحدى مشيخات المملكة المغربية، تتبع جغرافيا لإقليم جرسيف وإداريًا لصاكة. يقدر عدد سكانها بـ 18820 نسمة حسب الإحصاء الرسمي للسكان والسكنى لسنة 2004.